# McCaskill
McCaskill – miasto w Stanach Zjednoczonych, w stanie Arkansas, w hrabstwie Hempstead.